# Baía Afonso Wippel
A baía Afonso Wippel é uma baía localizado em Itajaí, Santa Catarina, no Brasil. Trata-se de uma baía próxima da foz do rio Itajaí-Açu, conhecida na região como Saco da Fazenda.
Foi dado a esta região o nome de Afonso Wippel(1929-2003), numa homenagem da comunidade ao cidadão itajaiense que participou ativamente da criação da Associação de Preservação do Saco da Fazenda, tendo-a presidido por diversas gestões. Na sua luta pela recuperação e preservação do local, conseguiu o apoio da comunidade e num trabalho conjunto com as autoridades competentes, principalmente da administração municipal (gestão Jandir Bellini), foi feita a dragagem e paisagismo o que possibilitou o repovoamento de crustáceos e a navegabilidade da mesma. 
Hoje a ANI (Associação Náutica de Itajaí) consegue manter uma escola de náutica no local, como também são realizadas regatas.